# أندرينا كاسترو
أندرينا كاسترو (بالإسبانية: Andreína Castro)‏ هي عارضة فنزويلية، ولدت في 16 يوليو 1991 في ماراكاي في فنزويلا.